# Cimarron (1960)
Cimarron ist ein episch angelegter, einen Handlungszeitraum von 25 Jahren umfassender US-amerikanischer Pionier- und Monumentalfilm aus dem Jahre 1960 von Anthony Mann mit Glenn Ford und Maria Schell in den Hauptrollen. Die Geschichte basiert auf dem gleichnamigen Roman (1929) von Edna Ferber, der bereits 1930 erstmals verfilmt wurde und in Deutschland unter dem Titel Pioniere des wilden Westens lief.

## Handlung
Die Vereinigten Staaten im April 1889. Die letzten verbliebenen Reservate der nordamerikanischen Ureinwohner werden von der Regierung in Washington, D.C. im Rahmen des so genannten Oklahoma Land Run zur Besiedlung freigegeben. Damit ist einerseits das Schicksal der letzten frei lebenden Indianer und ihre staatlich sanktionierte Beraubung besiegelt, andererseits dieses Land für die Eroberung durch neue weiße Siedler freigegeben. Sabra Cravat, Amerikanerin mit französischen Wurzeln, und ihr Ehemann Yancey Cravat wollen unbedingt diese Chance nutzen und machen sich in den Westen auf, um ein dickes Stück von dem neu zu verteilenden Kuchen abzubekommen. Sie wollen sich dort ein neues Leben aufbauen und eine Farm bewirtschaften. Auf dem Weg dorthin begegnen sie dem Ehepaar Tom und Sarah Wyatt und deren umfangreicher, mittelloser Familie. Sabra bekommt einen ersten Eindruck von Yanceys großem Herzen, als sie sieht, wie selbstverständlich er den in Not befindlichen Wyatts einen seiner überdachten Planwagen überlässt.
In Oklahoma angekommen, lernt Sabra einige Bekannte und Freunde von Yancey kennen. Darunter befindet sich auch die kesse Dixie Lee, offensichtlich eine frühere Geliebte, die Yancey und Sabra mit Beginn des Runs auf das zu vergebende Land jenes Stück Erde vor der Nase wegschnappt, auf dem die Cravats ihre Farm errichten wollten. Für Dixie ist dies ein Akt der Rache gegenüber Yancey – dafür, dass er Sabra und nicht sie geheiratet hat. Sabra lernt rasch Seiten an ihrem neuen Gatten kennen, die sie bislang nicht gekannt hat. Er setzt sich zum Beispiel für eine amerikanisch-indianische Familie (Arita und Ben Feather) ein, die ebenfalls Land kaufen wollen, und riskiert dabei, verprügelt zu werden. Sabra ist deutlich eigennütziger und versteht den Altruismus ihres Gatten nicht. Der Landrausch rund um die neu gegründete Stadt Osage zeigt sich rasch von der übelsten Seite: Beim Erwerb des neuen Bodens gehen viele Neuankömmlinge mit großer Brutalität vor. Der Zeitungsherausgeber Sam Pegler kommt dabei sogar ums Leben, seine erschütterte Witwe bleibt allein zurück und verlässt die Gegend.
Yancey kommt zur Einsicht, dass das Leben eines Farmers nicht das seine ist; er will sich für die Belange der einfachen Menschen und für die Gerechtigkeit der Allgemeinheit einsetzen. Er wird als Nachfolger von Pegler neuer Besitzer des „Oklahoma Wigwam“ in Osage und will angesichts der chaotischen Abläufe während der Landvergabe auch bei der Errichtung staatlicher Strukturen helfen. Mit seinem Engagement für mehr Gerechtigkeit verschafft er sich einerseits viel Respekt, aber auch Feinde unter den Würdenträgern und Mächtigen, die er attackiert. Als Yancey den jüdischen Hausierer Sol Levy vor den beiden Raubeinen und Revolverhelden Yountis und William Hardy, einem „The Cherokee Kid“ genannten Hitzkopf, schützt und Red Feathers Familie zu retten versucht, die von den beiden Indianer hassenden Unruhestiftern bedroht wird, hat Sabra in der Zwischenzeit Sohn Cimarron zur Welt gebracht. Yancey muss auch erkennen, dass in diesen Pionierzeiten im Wilden Westen bisweilen nur die Sprache des Colts verstanden wird. Bei seinem Einsatz für die Indianerfamilie muss er Bob Yountis, den Mörder von Ben Red Feather, erschießen, bei einem späteren Banküberfall mit anschließender Geiselnahme in einem Schulgebäude, an dem auch Cherokee Kid teilgenommen hat, den skrupellosen Verbrecher Wes Jennings, der wiederum kurz zuvor Cherokee Kid niedergeschossen und getötet hatte. Sabra gerät in ernsthaften Streit mit ihrem Gatten, als er die von ihm als Blutgeld angesehene Belohnung für die Tötung von Jennings nicht annehmen will. Sabra wirft ihrem Gatten vor, er verbaue damit Cimarrons Zukunft. In dieser Situation wittert Dixie Lee ihre Chance, Yancey für sich zurückzugewinnen. Als sie mit dieser Absicht scheitert, beendet sie desillusioniert ihr Farmerinnenleben und wandelt ihren Besitz in einen Puff um.
Als die Dinge allmählich in geordneteren Bahnen verlaufen, entschließt sich der rastlose Yancey, vom Naturell her stets ein Abenteurer, 1893 wieder dazu aufzubrechen, immer auf der Suche nach neuen Herausforderungen. Er hat gehört, dass irgendwo ein neuer Landrausch stattfinden soll, und verlässt Frau und Kind. Die zurückgelassene Sabra, mit Cimarron ganz auf sich allein gestellt, übernimmt die Zeitung und muss sich nunmehr vollkommen in Selbständigkeit üben. Von Dixie Lee erfährt sie, dass Yancey zunächst sein Glück in Alaska versucht und anschließend sich den Rough Riders im Spanisch-Amerikanischen Krieg auf Kuba angeschlossen haben soll. Als rund um Osage Ölquellen entdeckt werden, kehrt Yancey nach fünf Jahren ebenso plötzlich wieder in die Stadt zurück, wie er selbige einst verlassen hat. Er will seiner Frau gegenüber Abbitte leisten und alles besser machen. Mit seiner Zeitung schießt sich Yancey nunmehr auf Tom Wyatt ein, ausgerechnet den Mann, dem er einst so generös ausgeholfen hat. Denn Wyatt hat sich in seiner Geldgier zum Ausbeuter entwickelt: „Sein“ Land hatte einst den Indianern gehört, und nun sprudelt dort eine mächtige Ölquelle, die ihn reich werden ließ, während die einstigen Besitzer das Nachsehen haben. Yancey will sich bei der Wahl zum Gouverneur der Region, die noch nicht Teil der Vereinigten Staaten ist, aufstellen lassen. Dazu aber braucht er die Hilfe von Wyatt und seinen mächtigen politischen Freunden. Soll er sich korrumpieren lassen? Eine leichte Entscheidung für den Moralisten Yancey. Wieder steht ihm, ganz zum Verdruss von Sabra, sein Gerechtigkeitssinn im Wege. Er ist einfach nicht bereit, zugunsten einer politischen Karriere dabei mitzuhelfen, die Ureinwohner der Region, die vertriebenen Indianer, zu betrügen.
Sabra ist derart wütend über die Entscheidung ihres Mannes, dass sie ihn aus dem Haus wirft. Und wieder verlässt Yancey seine Frau und den gemeinsamen Sohn, der wenig später Ruby Red Feather, die Tochter des von seinem Vater einst geretteten Indianerehepaars, heiratet, und bricht zu neuen Ufern auf. In den kommenden Jahren eröffnet ein großzügiges Darlehen Sol Levys, desjenigen Mannes, dem Yancey vor langer Zeit das Leben gerettet hat, Sabra die Möglichkeit, den kleinen Zeitungsverlag zu einem mächtigen Medienhaus auszubauen und zum Erfolg zu führen. Zum 25. Jubiläum des „Oklahoma Wigwam“ unter Yancey Cravats Neugründung wollen Sol Levy und Tom Wyatt sie mit einer sinnbildlich den Pioniergeist verkörpernden Skulptur als herausragende Pionierin bei der Erschließung des Wilden Westens feiern und ehren, doch Sabra weist dies zurück: Nur ihrem Mann gebühre dieses Verdienst. Alle, mit Ausnahme von Yancey, der sich soeben (August 1914) als Freiwilliger den britischen Expeditionskräften zu Beginn des Ersten Weltkriegs angeschlossen hat, sind in Osage zusammengekommen, um den Jahrestag zu feiern. Zum Schluss liest Sabra in einem Brief ihres Mannes aus der Fremde, in dem er sich für die Enttäuschungen entschuldigt, die er ihr sein gesamtes Leben bereitet habe. Daneben liegt ein Telegramm, in dem mitgeteilt wird, dass Yancey Cravat auf den Schlachtfeldern Europas im Kampf gefallen sei.

## Produktionsnotizen
Cimarron entstand an mehreren Plätzen in Arizona sowie auf der Janss Conejo Ranch in Thousand Oaks und der 20th Century Fox Ranch (beide in Kalifornien) sowie in den MGM-Studios in Culver City (Studioaufnahmen). Der Film wurde am 1. Dezember 1960 in Oklahoma City uraufgeführt. Der Massenstart erfolgte am 16. Februar 1961. Die deutsche Erstaufführung fand am 24. März 1961 statt.
Die Produktionskosten beliefen sich laut IMDb auf rund 5,421 Millionen Dollar, was zu dieser Zeit ein außerordentlich großes Budget war. Die weltweiten Einnahmen erreichten am Jahresende 1960 jedoch bereits 4,825 Millionen Dollar. Die Filmbauten schufen George W. Davis, Addison Hehr, Henry Grace, Hugh Hunt und Otto Siegel. Den Ton überwachte Franklin Milton.
Der Film war bei der Oscarverleihung 1961 in den Kategorien Beste Filmbauten und Bester Ton für einen Oscar nominiert. Glenn Ford erhielt eine Nominierung für den Laurel Award als bester Hauptdarsteller.
Glenn Ford und Maria Schell, die seit den Dreharbeiten eine lebenslange Freundschaft verband, hatten beide 1977 in Superman eine Rolle.

## Wissenswertes
Cimarron entstand zu einer Zeit, als Regisseur Mann sich auf Monumentalstoffe kaprizierte. Unmittelbar zuvor war er 1959 von dem von ihm begonnenen Spartacus-Film (mit Kirk Douglas und Tony Curtis) abgelöst und durch Stanley Kubrick ersetzt worden. Gleich im Anschluss an Cimarron inszenierte Mann noch 1960 in Spanien das Historien-Epos El Cid mit Charlton Heston, drei Jahre später drehte er am gleichen Ort das spätrömische Antikdrama Der Untergang des Römischen Reiches.

## Kritiken
Die internationale Kritik, vor allem die englischsprachige, äußerte sich sehr ungnädig über den Film, der mehrfach als „monumentaler Langweiler“ geschmäht wurde. Nachfolgend einige Beispiele:
Bosley Crowther schrieb in der New York Times: „Um es kurz zu machen: Der Film ist oberflächlich, und die Charaktere sind ohne Qualität. Es gibt die Unterstellung, aber keine Erklärung für den noblen, flatterhaften Typen, den Mr. Ford darstellt. Was eine ziemlich gemeine, hinterlistige Frau sein soll, wird von Miss Schell als eine affektierte, fromme Vertreterin ihrer Art dargestellt.“
Der Movie & Video Guide fand, dass Edna Ferbers Roman hier „zu einer indifferenten, ausufernden Soap Opera“ verkam, die auch „nicht von einigen wenigen spektakulären Szenen gerettet wurde“. Halliwell’s Film Guide fand, dass der Film „ein schlaffes, gnadenlos langweilendes Remake“ sei.

„Formal ansprechend, gleitet der Stoff in der zweiten Hälfte in eine konventionelle Familienchronik ab.“

Cinema äußerte sich etwas gnädiger und urteilte: „Trotz einiger Längen kann sich das Remake von 1960 ohne weiteres neben dem Original von Wesley Ruggles behaupten, das 1931 mit dem Oscar ausgezeichnet wurde.“
„Anthony Mann … beschreibt eindrucksvoll ein packendes Kapitel aus der nordamerikanischen Geschichte: Die großen Abenteuer der Landnahme neigen sich dem Ende zu, an ihre Stelle tritt der Kampf um wirtschaftliche und publizistische Macht. Der von Glenn Ford verkörperte sympathische Abenteurer Yancey Cravat imponiert durch seine Dynamik und Entschlussfreudigkeit, aber er steht für eine abklingende Zeit. Die Zukunft gehört Menschen wie seiner aufopferungsbereiten Frau Sabra, die Maria Schell ebenso gewinnend zeichnet.“
Great Western Movies erinnert daran, dies sei „der letzte Western von Regisseur Anthony Mann und nicht einer seiner besseren.“